# Заза Наполі
Владім Володимирович Казанцев (нар. 14 квітня 1973, Ярове, СРСР), більш відомий під сценічним псевдонімом Заза Наполі — російський поп-співак, артист і телеведучий.

## Життєпис
Владим Казанцев народився 14 квітня 1973 року у місті Ярове, Алтайський край. У 1991 році Владим закінчив училище та отримав диплом вчителя початкових класів. Пізніше пішов працювати до школи. Пропрацювавши там один рік, звільнився і вступив до Східно-Сибірського державного інституту культури на відділення театрального мистецтва за спеціальністю актор театру та кіно. До переїзду до столиці жив в Улан-Уде, працював у місцевій ГТРК, грав у театрі та вів офіційні концерти.
1997 року переїхав до Москви, а 1998 року заснував травести-театр «Райські птахи». 2002 року знявся у кримінальному фільмі «Льодовиковий період». 2006 року в образі Зази Наполі взяв участь у серіалі «Не родись красивою». Також знімався у трилері «Проклятий рай» комедії « гри» та ін.).
У 2017 році випустив дебютний альбом, який отримав назву «Для тебе…», до якого увійшли 22 треки. На пісні «Бабусі», «Давайте вип'ємо» та «Подруга» записав кліпи. Цього ж року випустив альбом під назвою «Це можна …», до нього увійшли 12 треків. У 2020 році у світ вийшов альбом «Оксамитовий рай», у 2021 новий альбом "Усміхнись! ".
2020 року був ведучим Youtube-шоу «За лупою».
Є володарем таких премій як: Night Life Awards, «Найкраще клубне шоу» та «Срібна калоша».
З 2004 по 2020 був одружений з Тетяною Сумченко, розлучений.

## Дискографія

### Альбоми
| Рік  | Назва             | Детальніше                                                                    |
| ---- | ----------------- | ----------------------------------------------------------------------------- |
| 2015 | «Для тебе…»       | - Випущено: 2015 - Формат: цифрове скачування та CD - Лейбл: SuperMegaHit.com |
| 2017 | «Це можна…»       | - Випущено: 2017 - Формат: цифрове скачування та CD - Лейбл: SuperMegaHit.com |
| 2020 | «Оксамитовий рай» | - Випущено: 2020 - Формат: цифрове скачування та CD - Лейбл: Perpetuum Music  |
| 2021 | "Усміхнися! "     | - Випущено: 2021 - Формат: цифрове скачування та CD - Лейбл: Perpetuum Music  |
| 2023 | «Червона помада»  | - Випущено: 2023 - Формат: цифрове скачування та CD * Лейбл: Perpetuum Music  |